# Élections législatives de 1956 dans l'Aube
Les élections législatives françaises de 1956 se tiennent le 2 janvier. Ce sont les dernières élections législatives de la Quatrième république, après les élections de novembre 1946 et de juin 1951.

## Mode de scrutin
L'Assemblée nationale est composée de 626 sièges pourvus au scrutin proportionnel plurinominal suivant la règle de la plus forte moyenne dans le cadre départemental, sans panachage.
Le vote préférentiel est admis, en inscrivant un numéro d'ordre en face du nom d'un, de plusieurs ou de tous les candidats de la liste. Mais l'ordre ne pourra être modifié que si au moins la moitié des suffrages portés sur la liste est numéroté. Dans les faits les modifications ne dépasseront jamais les 7%.
La loi électorale du 7 mai 1951, dite loi des apparentements, reste en vigueur. Elle permet à la base une répartition des sièges à la représentation proportionnelle dans le département, mais si des listes « apparentées » avant le déroulement du scrutin obtiennent ensemble une majorité absolue de suffrages exprimés, elles reçoivent directement tous les sièges à pourvoir.
Dans le département de l'Aube, quatre députés sont à élire.

## Élus
| Député sortant  | Parti | Parti    | Député élu ou réélu | Parti | Parti |
| --------------- | ----- | -------- | ------------------- | ----- | ----- |
| Marcel Noël     |       | PCF      | Marcel Noël         |       | PCF   |
| Germain Rincent |       | SFIO     | Germain Rincent     |       | SFIO  |
| André Mutter    |       | CNIP     | André Mutter        |       | CNIP  |
| Louis Briot     |       | Rép soc. | Charles Courrier    |       | UFF   |

## Résultats

### Résultats à l'échelle du département
Trois apparentements sont réalisés :
1. Un apparentement de type Front républicain est conclu entre les listes SFIO et Rad-soc ;
2. Un autre est conclu en soutien à la majorité sortante entre les listes CNIP, MRP et RGR ;
3. Un autre regroupe les deux listes de tendance poujadistes.

| Parti    | Parti     | Tête de liste      | Résultats | Résultats | Appar. | Appar. | Sièges |
| Parti    | Parti     | Tête de liste      | Voix      | %         | Voix   | %      | Nb.    |
| -------- | --------- | ------------------ | --------- | --------- | ------ | ------ | ------ |
|          | CNIP      | André Mutter       | 35 170    | 29,20     | 27 648 | 22,95  | 1      |
|          | MRP       | Bernard Laurent    | 35 170    | 29,20     | 5 052  | 4,19   | -      |
|          | RGR       | Jean Bemer         | 35 170    | 29,20     | 2 470  | 2,05   | -      |
|          | PCF       | Marcel Noël        | 34 998    | 29,06     | -      | -      | 1      |
|          | SFIO      | Germain Rincent    | 26 557    | 22,05     | 19 238 | 15,97  | 1      |
|          | Rad-soc   | Jean Cabouat       | 26 557    | 22,05     | 7 319  | 6,03   | -      |
|          | UFF       | Charles Courrier   | 17 622    | 14,63     | 13 502 | 11,21  | 1 1    |
|          | Déf. agri | Bernard Doche      | 17 622    | 14,63     | 4 120  | 3,42   | -      |
|          | Rép soc.  | Louis Briot        | 4 381     | 3,64      | -      | -      | - 1    |
|          | Réf. État | Roger André        | 818       | 0,68      | -      | -      | -      |
|          | CNIG      | Charles Marcheschi | 0         | 0,00      | -      | -      | -      |
|          | G. ind-JR | André Barbier      | 0         | 0,00      | -      | -      | -      |
|          | RGRIF     | Maurice Thomasset  | 0         | 0,00      | -      | -      | -      |
|          | CRAP      | Dominique Nicolai  | 0         | 0,00      | -      | -      | -      |
|          |           |                    |           |           |        |        |        |
| Inscrits | Inscrits  | Inscrits           | 149 616   | 100,00    |        |        | 4      |
| Votants  | Votants   | Votants            | 125 194   | 83,68     |        |        |        |
| Exprimés | Exprimés  | Exprimés           | 120 450   | 96,21     |        |        |        |